# Кайлинское сельское поселение (Омская область)
Кайлинское се́льское поселе́ние — муниципальное образование в Усть-Ишимском районе Омской области Российской Федерации.
Административный центр — село Кайлы.

## История
Статус и границы сельского поселения установлены Законом Омской области от 30 июля 2004 года № 548-ОЗ «О границах и статусе муниципальных образований Омской области»

## Население
| 2010 | 2011 | 2012 | 2013 | 2014 | 2015 | 2016 |
| ---- | ---- | ---- | ---- | ---- | ---- | ---- |
| 395  | ↘393 | ↘360 | ↘350 | ↘329 | ↘328 | ↘321 |
| 2017 | 2018 | 2019 | 2020 | 2021 | 2023 |      |
| ↘284 | ↘268 | ↘265 | ↘252 | ↘200 | ↘189 |      |

## Состав сельского поселения
| № | Населённый пункт | Тип населённого пункта       | Население |
| - | ---------------- | ---------------------------- | --------- |
| 1 | Басаргуль        | деревня                      | ↘0        |
| 2 | Кайлы            | село, административный центр | ↘270      |
| 3 | Красноярка       | деревня                      | ↘101      |
| 4 | Угут             | деревня                      | ↘24       |